# Dave Sappelt
David Sappelt (né le 2 janvier 1987 à Graham, Caroline du Nord, États-Unis) est un joueur de champ extérieur de baseball. Il évolue dans la Ligue majeure de baseball pour les Reds de Cincinnati en 2011, puis pour les Cubs de Chicago en 2012 et 2013.

## Carrière

### Reds de Cincinnati
Joueur des Chanticleers de l'Université Coastal Carolina à Conway en Caroline du Sud, Dave Sappelt est repêché en neuvième ronde par les Reds de Cincinnati en 2008.
Sappelt fait ses débuts dans les majeures pour Cincinnati le 7 août 2011. Il frappe son premier coup sûr en carrière à son premier match, face au lanceur Randy Wells des Cubs de Chicago. Il dispute 38 matchs pour Cincinnati en 2011, frappant pour ,243 de moyenne au bâton avec 26 coups sûrs dont 8 doubles, et 5 points produits.

### Cubs de Chicago
Le 23 décembre 2011, les Reds de Cincinnati échangent Dave Sappelt, le lanceur gaucher Travis Wood et le joueur de champ intérieur des ligues mineures Ronald Torreyes aux Cubs de Chicago en retour du releveur gaucher Sean Marshall.
Il dispute 57 matchs des Cubs en 2012 et 2013. Il maintient pour Chicago une moyenne au bâton de ,257 avec deux circuits, 12 points produits et 3 buts volés. Son premier circuit dans les majeures est réussi le 25 septembre 2012 aux dépens du lanceur Jorge de la Rosa des Rockies du Colorado.
Libéré par les Cubs après la saison 2013, il évolue dans le baseball indépendant en Atlantic League ainsi qu'en Ligue mexicaine de baseball en 2014 et 2015, avec un passage par l'entraînement de printemps des Phillies de Philadelphie en 2014.

### Red Sox de Boston
Sappelt signe un contrat des ligues mineures avec les Red Sox de Boston le 9 juin 2015.